# Маке, Огюст
Огю́ст Маке́ (фр. Auguste Maquet, 13 сентября 1813, Париж — 8 января 1888, Сент-Мем) — французский романист и драматург, известный своим сотрудничеством с Александром Дюма-отцом.

## Биография
Старший из восьми детей богатого фабриканта. Учился в Лицее Карла Великого с 1821 по 1830 год вместе с Теофилем Готье и Жераром де Нервалем.
С 1833 года входил в объединение романистов вместе с Готье, Нервалем, Арсеном Уссе, Селестеном Нантейлем и другими. Преподавал в лицее Карла Великого историю. С 1836 года работал в «Фигаро» и писал пьесы.
В 1838 году Маке предложил директору театра Ренессанс Антенору Жоли пьесу «Карнавальный вечер». Жоли пьеса не понравилась, и Жерар Нерваль предложил показать её Дюма, который имел репутацию автора, способного исправить любое неудачное произведение. После того, как тот переписал пьесу (в окончательном варианте она получила название «Батильда»), её приняли к постановке. Премьера состоялась 14 января 1839 года. Нерваль представил Дюма своего друга Маке. В 1840 году Маке показал Дюма набросок романа, посвящённого заговору Челламаре, «Добряк Бюва». Дюма предложил переработать его. С этого романа, получившего название «Шевалье д’Арманталь», началось сотрудничество двух авторов. Роман печатался фельетонами не в газете «Ля Пресс», как утверждает Андре Моруа в своей книге «Три Дюма», а в газете «Ле Сьекль». Но, возможно, редакторы этой газеты тоже воспротивились, чтобы роман подписали Дюма и Маке, и Дюма подписал его один.

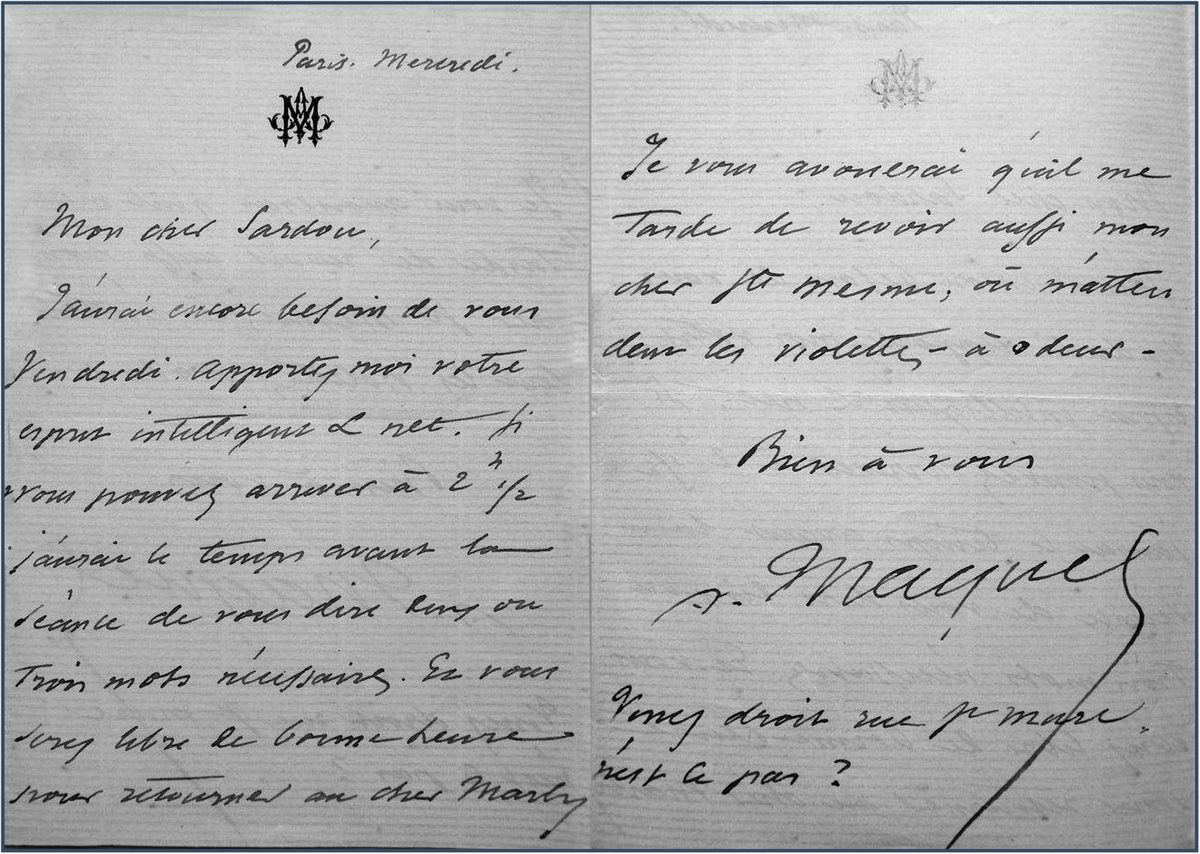
Письмо Огюста Маке драматургу Викторьену Сарду

Следующим стал исторический роман из эпохи Людовика XIV «Сильвандир». А третьим их совместным романом стали «Три мушкетёра» — исторический роман из эпохи Людовика XIII. Маке уверял, что он первый открыл «Мемуары господина д’Артаньяна…» Гасьена де Куртиля, однако, согласно формуляру марсельской библиотеки в 1843 году, именно Дюма получил эту книгу.
Вместе с Маке Дюма были написаны «Графиня де Монсоро», «Сорок пять», «Виконт де Бражелон» и другие романы, некоторые из которых переделывались для постановки в театре. Судя по переписке обоих авторов, Маке принимал значительное участие в работе.
В 1845 году в связи с выходом памфлета Эжена де Мерикура «Фабрика романов „Торговый дом Александр Дюма и Ко“», Дюма попросил у Маке письмо, в котором тот отказывался от авторских прав на совместно написанные произведения. Маке предоставил требуемое, но позднее, когда отношения с Дюма были испорчены, утверждал, что письмо было «вырвано у него силой».

Чтобы доказать, что он является автором «Трёх мушкетёров», Маке опубликовал свою версию главы о смерти Миледи, однако, по словам Моруа: 
… доказал совершенно обратное. Всё лучшее в этой сцене, всё, что придаёт ей колорит и жизненность, исходит от Дюма".
На процессе о признании своего авторства, который Маке начал в 1858 году, ему не помогло письменное свидетельство бывшего главного редактора «Сьекль» Матареля де Фьенна, вспомнившего случай, когда Маке восстановил утерянную часть рукописи «Бражелона», с разницей с текстом Дюма в тридцать строк на пятьсот строк текста. Маке проиграл три процесса против Дюма. Друзья Дюма, в частности его секретарь Ноэль Парфе, пытались помирить бывших соавторов, но переговоры закончились ничем.

После смерти отца Дюма-сын обратился к Маке за разъяснениями о договорённостях, существовавших между старшим Дюма и ним. В своём письме Маке ответил, что каких-либо «тайных соглашений» между ними не было: 
Знайте также, что между Вашим отцом и мною никогда не было денежных недоразумений, но что нам никогда не удалось бы рассчитаться, ибо, не останься за ним полмиллиона, я был бы его должником.
Маке был более 12 лет президентом Общества драматических авторов и композиторов. Офицер ордена Почётного легиона (1861). Умер 8 января 1888 года в собственном замке в Сент-Мем, который, как любил говорить Маке, «выиграл своим пером». Похоронен на кладбище Пер-Лашез в Париже.
Вклад Маке в романы, подписанные Дюма, остаётся предметом дискуссий и в настоящее время. В 2010 году вышел фильм «Другой Дюма» про их соавторство и начало их соперничества.

## Произведения Огюста Маке
- De La Fontaine comparé comme fabuliste à Ésope et à Phèdre (thèse de doctorat ès-lettres, soutenue en Sorbonne), 1832
- Le Beau d’Angennes, 1843
- Deux Trahisons, 1844
- une partie de l'Histoire de la Bastille, 1844* Le Comte de Lavernie, 1852
- La Chute de Satan (suite du précédent), 1854
- La Belle Gabrielle, 1854—1855
- Dettes de cœur, 1857
- La Maison du baigneur, 1857
- La Rose blanche, 1858 (pour l'étranger) et 1859 (en France)
- L’Envers et l’Endroit, épisode de la fin du règne de Louis XIV, 1858
- Les Vertes Feuilles, 1862
- Paris sous Louis XIV. Monuments et vues, Paris, Laplace, Sanchez et Cie, 1883

В соавторстве с Франсуа Огюстом Жаном Арну и Жюлем Эдуардом Эльбаз ле Пуйолем:
- Histoire de la Bastille, 1844

### Пьесы
- Батильда, 1839
- Le Château de Grantier, 1852
- Le Comte de Lavernie, 1854
- La Belle Gabrielle, 1857
- Dettes de cœur, 1859
- La Maison du baigneur, 1864
- Le Hussard de Bercheny, 1865

В соавторстве с Жюлем Лакруа:
- Valéria, 1851 (постановка Комеди Франсез)
- La Fronde, музыка Луи Нидермейера, (постановка Парижской Оперы), 1853

В соавторстве с Теодором Анне:
- La Chambre rouge, 1852
- L’Enfant du régiment, 1854

## В соавторстве с Дюма

### Романы
Как принято считать, всего в соавторстве было написано 18 романов. В 1858 году Маке подал в суд на Дюма, требуя признать своё соавторство при создании этих 18 романов, но проиграл.
- Шевалье д'Арманталь
- Граф Монте-Кристо
- Чёрный тюльпан
- Женская война
- Сильвандир
- Бастард де Молеон
- Дочь регента
- Олимпия Клевская

Трилогия о гугенотских войнах:
- 1. Королева Марго
- 2. Графиня де Монсоро
- 3. Сорок пять

Трилогия о трёх мушкетёрах и д’Артаньяне:
- 1. Три мушкетёра
- 2. Двадцать лет спустя
- 3. Виконт де Бражелон, или Десять лет спустя

Три романа из четырёх, входящих в цикл Записки врача:
- 1. Жозеф Бальзамо
- 2. Ожерелье королевы
- 3. Анж Питу

Роман, который относят к циклу «Записки врача» по времени действия и фамилии героя, но точных указаний на то, что он входит в цикл, нет:
- Шевалье де Мезон-Руж

### Пьесы
- Мушкетёры, 1845
- Королева Марго, 1847
- Шевалье де Мезон-Руж, 1847
- Монте-Кристо, 1848
- Катилина, 1848
- Юность мушкетёров, 1849
- Шевалье д’Арманталь, 1849
- Женская война, 1849
- Урбен Грандье, 1850
- Граф де Морсер, 1851
- Вильфор, 1851
- Вампир, 1851
- Графиня де Монсоро, 1860
- Узник Бастилии, 1861